# سليمان بي سلكفيج
سليمان بي سلكفيج (بالبلاروسية. Мацей Аляксандравіч Сулькевіч، وايضا ممد بيك سلكفيج، بالروسية. Мамед бек Сулькевич: 20 يوليو عام 1865، مقاطعة غرودنو، بيلاورس  – 15 يوليو 1920، باكو، أذربيجان) عسكري روسي-أذربيجاني، ناشط القرم-التتار، رئيس الأركان العام لجيش جمهورية أذربيجان الشعبية. حامل لرتبة الفريق.

## حياته ونشاطه

#### في الجيش الروسي
تخرج سليمان بي سلكفيج من فيلق كادت ميخايلوفسكي في فورونج ومدرسة المدفعية في بطرسبورغ ودخل آكاديمية رئيس الأركان لروسيا في تاريخ 3 أكتوبر عام 1888 عندما كان يحمل رتبة ملازم أول. ثم واصل خدمته في الإدارة العسكرية في أوديسا كضابط هيأة الأركان. وحصل سلكفيج على رتبة المقدم ووسام ستانسلاف المقدس في عام 1899 وعين في وظيفة معاون عام لاركان الحرب في أوديسا. شارك في الحرب بين روسيا واليابان في أعوام 1904-1905 ونال أوسمة «أنا المقدسة» من الدرجة الثانية و«فلادمر المقدس» من الدرجة الرابعة على خدماته. 
كما أنه حصل على رتبة لواء في عام 1910 وعُين في وظيفة Quartermaster general في الوحدة العسكرية في إيركوتسك. تولى منصب رئيس الأركان في فيلق الجيش السابع في عام 1912 وحصل سليمان بي في تاريخ 26 أبريل عام 1915 على رتبة فريق مرة أخرى. كان قائدا في الفيلق الإسلامي الأول الذي أسس في سنوات الحرب العالمية الأولى.

#### في القرم
بعد سقوط الحكم القيصري يأتى سلكفيج إلى القرم في عام 1918 ويتم اختياره رئيس حكومة ديار القرم التي تم تأسيسها هنا في تاريخ 25 يونيو عام 1918. بعد انسحاب الجيوش الألمانية من القرم قام بتسليم السلطة إلى سلمون قرم في تاريخ 15 نوفمبر عام 1918.

#### في أذربيجان
يأتي سلكفيج إلى أذربيجان في شهر مارس عام 1919. عُرف بممد بيك سلكفيج في أذربيجان منذ ذلك الوقت. شكل أجزاء الجيش الوطني لأذربيجان بتعيين سلكفيج رئيسا للأركان لجيش جمهورية أذربيجان الشعبية في تاريخ 19 مارس عام 1919 وتحسن الاستعداد القتالي للجيش تحسنا كبيرا. أسس بقيادته مدارس الرقيب في الوحدات العسكرية ورتب برامج وجداول الاستعداد القتالي وتم التركيز على تنظيم عمل الجيش والاستخبارات. إنشاء المجموعة التي تكونت من 50-60 فردا لدراسة المدافع الإنجليزية على اساس الاتفاق مع قيادة القوات الإنجليزية في باكو. كان الضباط الإنجليزيون يدرّسون الدروس في هذه المجموعة.
وضع سلكفيج مسألة تجهيز ساحات لاطلاق النار امام محافظي كنجة وخان كندي وشاكي وزقاتالا وقوسار وباكو في عام 1919 لرفع استعداد اطلاق النار للوحدات العسكرية وتمت اعداد تعليمات منهجية ومستندات أساسية لاستعداد اطلاق النار. ثم حقق الأعمال مثل اعداد ملابس عسكرية ليونكر وضباط المدارس العسكرية واعداد خطة التعبئة في البلاد بقيادة سلكفيج. عند تعزز خطر «دنيكين» قام سلكفيج ببناء أنظمة الدفاع عن باكو والدفاع عن باكو بحرا وبرا وأبشيرون والحدود الشمالية. كل هذه الأعمال أعمال هامة قام بها سلكفيج. جاءت فكرة عسكرة بعض سفن النقل والتجارة في ميناء باكو وجلبها إلى الدفاع عن المدينة منه أيضا.
قام سلكفيج باعداد تعليمات حماية خطوط السكك الحديدية في حالة اعلان التعبئة وتنزيل أجزاء الجيش في حالة انتشار عدوان أرمينيا والجيش المتطوع ضد أذربيجان انتشارا واسعا واعداد خطط إنشاء قيادة الجبهة الخلفية في كنجة في حالة نشوء الحرب واعداد المستندات الهامة اللازمة الأخرى.
اتخذ سلكفيج اجراءات ملموسة في اتجاه استقرار الوضع في قاراباغ في شهر يناير عام 1920 وتعزيز أجزاء الجيش وتقدم بمقترحات بخصوص جلب الطيارين العسكرين الأذربيجانيين إلى القتال في طائرات جورجية لالغاء العصابات المسلحة الأرمنية والداشناكية. لقد خرج سلكفيج من صفوف الجيش برجائه في تاريخ 17 فبراير عام 1920 وعُين بعد قليل من الوقت بقرار مجلس الوزراء رئيسا للجنة بين الادارات التي تقبل الأسلحة والتجهيزات من بقايا الجيش المتطوع الذاهب إلى روسيا انتقالا من باكو. اعتقل سلكفيج من قبل البلاشفة بعد احتلال أبريل عام 1920 وحكم عليه بالإعدام وقتل  بالرصاص في سجن «بايل» في تاريخ 15 يوليو عام 1920.
كتب ممد أمين رسول زاده في كتابه عن الدقائق الأخيرة لحياة سلكفيج هكذا: وقال محمت علي بي الذي كان معه: "لقد أمروا الجنرال بالذاهب وراء ضباط أمن. فهمنا أنه آن أوان الموت له. لم نتجرأ على النظر في عينيه ولم نجد كلاما مناسبا. بادرنا جنرال سلكفيج نفسه وقال كلمات لا يمكن انساها بصوت هادئ ولكن واثق نفسه: "أنا سعيد بأنني أموت كجندي الجيش الإسلامي. الوداع !"

## وصلات خارجية
- "Cümhuriyyətin kəşfiyyat orqanlarında Mircəfər Bağırov, Lavrenti Beriya kimi şəxslər də xidmət edib"